# Адамович (герб)
Адамович (пол. Adamowicz) – шляхетський герб, різновид гербу Леліва.

## Опис герба
Опис згідно з класичними правилами блазонування:
У червоному полі праворуч срібна стріла, над нею такий же півмісяць рогами до низу, ліворуч така ж шестипроменева зірка. Клейнод: над шоломом без корони два срібні крила.

## Найбільш ранні згадки
1599 рік.

## Родини
Адамовичі (Adamowicz), Старовольскі (Starowolski).

## Зовнішні посилання
- Герб Адамович в гербовника Baltisches Wappenbuch